# Sénatus-consulte
Un sénatus-consulte ou senatus consultum (latin pour « décret du sénat », au pluriel senatus consulta) est un texte émanant du sénat : un simple avis du sénat romain durant l’Antiquité ou ayant force de loi sous le consulat français et les deux Empires napoléoniens.

## Sénatus-consulte romain
Sous la République romaine, le sénat promulgue des senatus consulta (« décrets du sénat ») sur des projets de loi que lui présentent un consul ou un préteur.
Officiellement, il s’agit de « conseils » donnés aux magistrats, bien qu’en pratique ces décrets soient souvent suivis à la lettre par les magistrats. Bien que ce ne soit qu'un avis, il est considéré comme obligatoire de le recueillir avant de soumettre une décision au vote ; de plus, un avis défavorable du sénat provoque presque systématiquement la modification du projet de loi, ou son abandon.
Si un senatus consultum entre en conflit avec une loi promulguée par les Comices, la loi prend un statut prioritaire et outrepasse le senatus consultum.
Toute proposition de motion peut être bloquée par le veto du tribun de la plèbe ou l’intercessio d'un magistrat de l'exécutif. Chaque motion bloquée par un veto est enregistrée dans les Annales comme senatus auctoritas (« volonté du sénat »). Chaque motion ratifiée devient finalement un senatus consultum. Chaque senatus auctoritas et chaque senatus consultum sont transcrits dans un document par le président, qui est ensuite déposé dans le bâtiment abritant le trésor.
Le senatus consultum est supprimé au cours du IIIe siècle, sous le Bas-Empire dit « dominat » (en référence aux pleins pouvoirs conférés à l’imperium). Dans la continuité du déclin de la loi prétoriale, ce changement rend l'empereur, et lui seul, garant du droit.

## Senatus consultum ultimum
Le senatus consultum ultimum (« décret ultime du sénat »), plus exactement senatus consultum de re publica defendenda (« décret du Sénat de la défense de la République »), donne aux magistrats, surtout les consuls, des pouvoirs semi-dictatoriaux pour préserver l'État quand les circonstances de la république exigent des mesures extraordinaires. Il suspend le gouvernement civil et instaure la loi martiale.

## Sénatus-consulte velléien
Jusqu'en 1606, en droit coutumier, c’est par ce sénatus-consulte que les femmes étaient en incapacité de s’obliger valablement pour d’autres, de telle sorte que si elles se sont chargées d'une obligation contractée par une autre personne, en tant que caution ou autrement, elles ne peuvent être valablement poursuivies en raison d'une telle obligation. Ce sénatus-consulte a été longtemps observé dans toute la France, mais sous Henri IV, par un édit du mois d’août 1606, sa disposition fut abrogée ; cependant on l’a conservée en Normandie, où le cautionnement des femmes est nul de droit jusqu'à la Révolution.

## Sénatus-consulte napoléonien

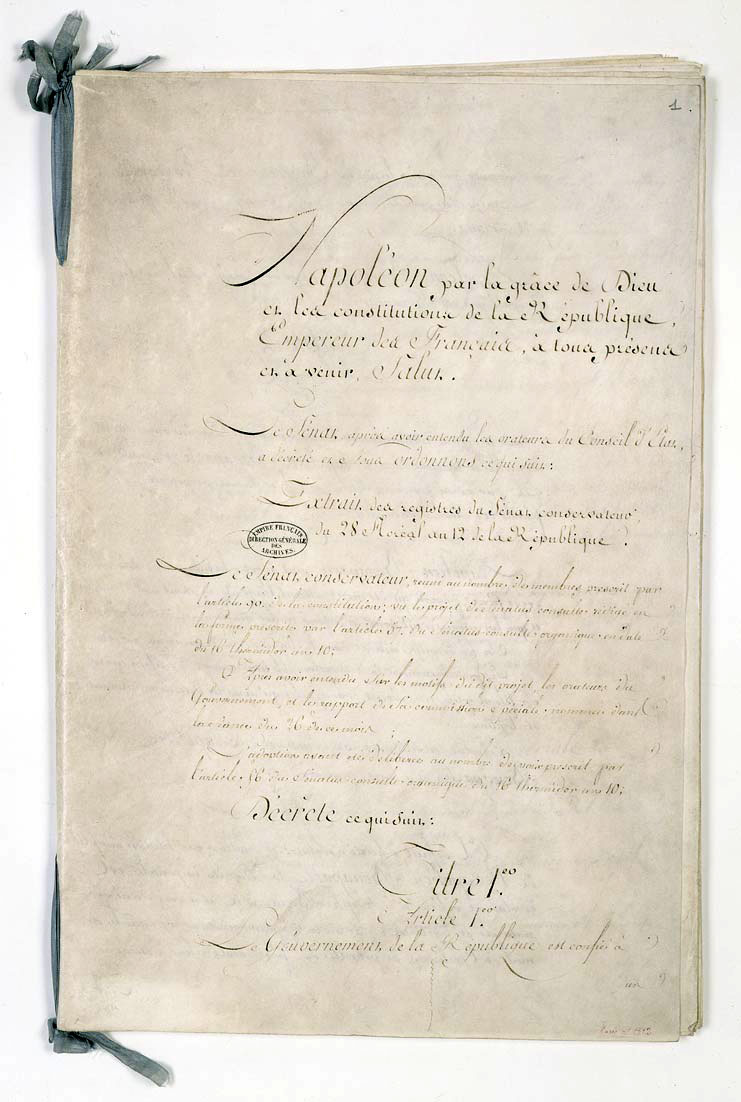
Sénatus-consulte donnant à Napoléon Ier la dignité d'empereur. Archives nationales de France

Sous le Consulat, les Premier et Second Empire français, c'est un acte voté par le Sénat et ayant la valeur supérieure aux lois. Les sénatus-consultes organiques modifient la Constitution et les sénatus-consultes simples en règlent l'exercice - ils peuvent aussi modifier des dispositions législatives.

### Sources et bibliographie
- Robert Byrd, The Senate of the Roman Republic, 1995, U.S. Government Printing Office, Senate Document 103-23 ;
- Polybe, Histoire générale, Livre VI sur le site de Philippe Remacle ;
- Frank Frost Abbott, A History and Description of Roman Political Institutions, 1901, Elibron Classics  (ISBN 0543927490).